# Dobra espacial

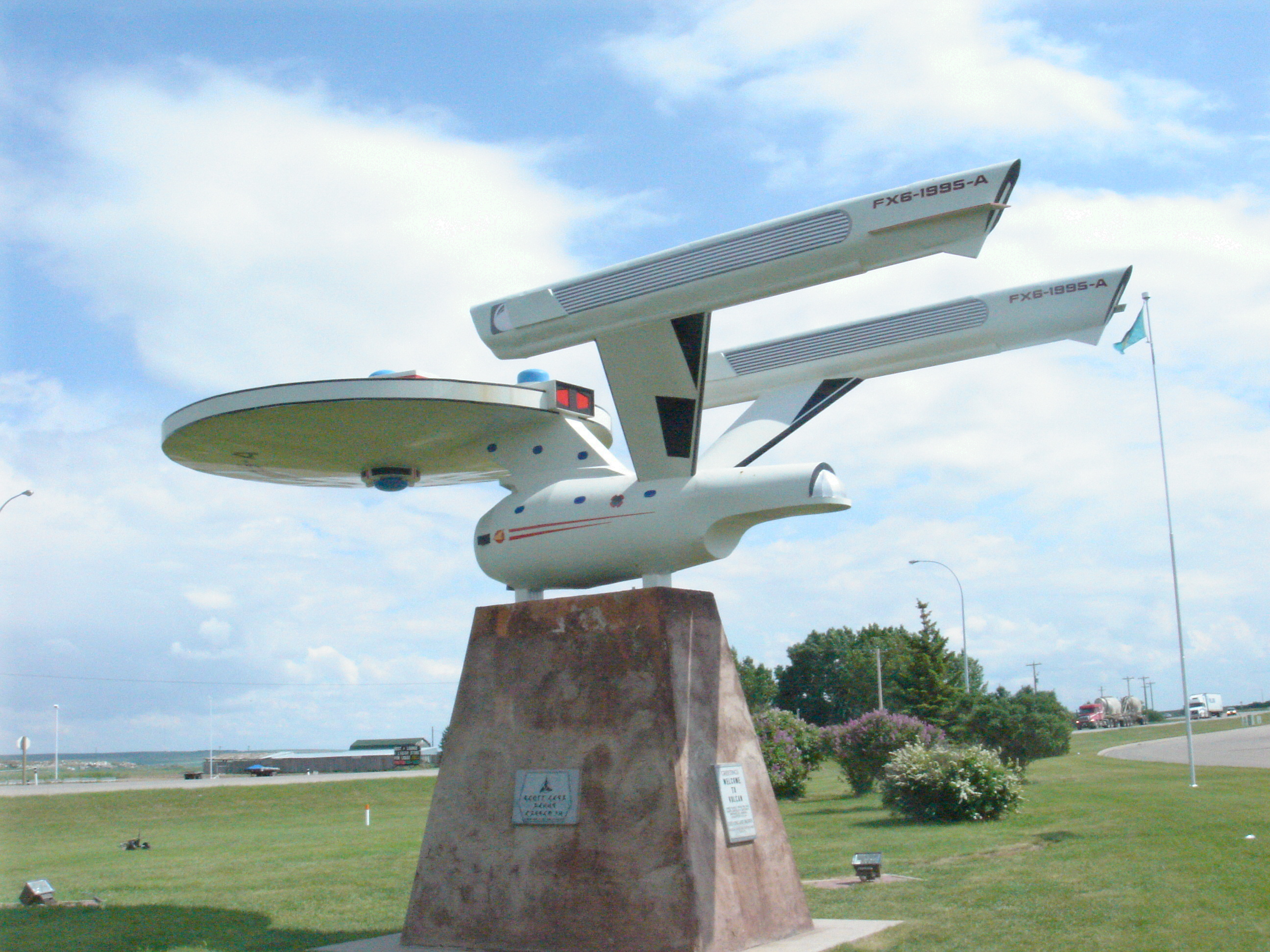
Réplica da USS Enterprise, nave da série Star Trek, em Vulcan, Canadá.

No universo ficcional de Star Trek, a dobra espacial (ou warp drive em inglês) é uma forma de propulsão mais rápida que a luz (Faster Than Light ou FTL) e que funciona contraindo o espaço a frente da nave e expandindo o espaço atrás da nave. Geralmente, ela é representada como sendo capaz de impulsionar uma espaçonave ou outros objetos a muitos múltiplos da velocidade da luz, ao mesmo tempo que evita os problemas associados a dilatação do tempo. Ela também é apresentada no jogo de computador Stars! e no filme Starship Troopers, bem como nos jogos de computador StarCraft e Eve Online. Assim como no jogo Destiny lançado para PlaySation 4 e Xbox One. Não é capaz, via de regra, de criar uma viagem instantânea entre dois pontos a velocidade infinita, como tem sido sugerido em outras obras de ficção científica usando tecnologias teóricas tais como hiperdrive, salto hiperespacial e Motor de Improbabilidade Infinita. Ela é denominada FTL (Faster Than Light) nos romances Titan. Uma diferença entre a dobra espacial (ou warp drive) e o hiperespaço é que, diferentemente do hiperespaço, a nave não entra num universo ou dimensão diferente, ela cria uma pequena "bolha" de tempo-espaço normal ao seu redor. Naves em dobra podem interagir com objetos no espaço normal.
O conceito da dobra espacial como meio de propulsão tem sido tema de discussão teórica entre alguns físicos(tais como Miguel Alcubierre, ver Propulsão Alcubierre), e vem sendo pesquisada atualmente pela pesquisa de Dr. Harold “Sonny” White, chefe do Tema de Propulsão Avançada do Engineering Directorate da NASA.

## Viagens através da dobra espacial

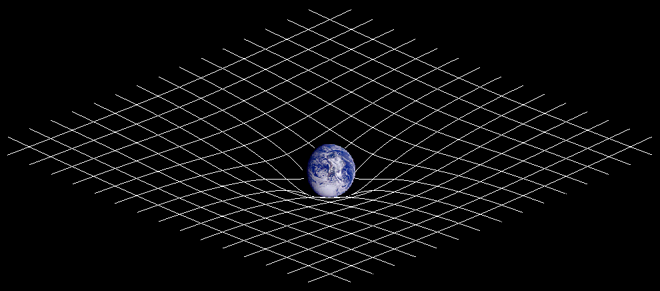
Representação gráfica de uma deformação no espaço-tempo causada por uma massa.

Supondo-se dois pontos nas extremidades de uma folha de papel de 20 cm de comprimento. Para uma formiga, percorrer esses 20 cm seria o caminho mais curto de se deslocar de um ponto ao outro. Se essa folha é dobrada, e esses pontos são colocados próximos um do outro, para essa formiga, ainda assim, percorrê-los seria o caminho mais curto, porque só pode se movimentar no espaço bidimensional, que é a folha de papel. Mas um mosquito, que é capaz de se mover no espaço tridimensional (voando), poderia transpor esses dois pontos movimentando-se apenas alguns milímetros.
A teoria de viagem através de dobra espacial baseia-se no conceito acima e na Teoria da Relatividade de Albert Einstein, a qual afirma que as grandes massas de gravidade aglomeradas criariam fendas no espaço-tempo, que concentrariam não só massa e energia, mas o próprio tempo junto (já que o espaço e matéria estão intrinsecamente ligados ao tempo). Essas curvaturas seriam imperceptíveis aos nossos olhos, assim como a curvatura da Terra é para quem está nela. Essa teoria também sugere um universo multidimensional, com pelo menos 3 dimensões de espaço e 1 de tempo. Baseando-se nisso, a Teoria da Dobra Espacial sugere que aplicação de certa força poderia criar uma "ponte" entre duas partes dessa fenda por uma "quarta dimensão" e, assim, "dobraria" o espaço.
Para executar a dobra espacial, um propulsor de dobra criaria uma espécie de funil, estreito à sua frente e largo à suas costas, e logo depois dilataria sua frente, comprimindo suas costas, pelo qual passaria a espaçonave envolta em sua bolha de dobra. Quando a nave adentrasse na dobra espacial, ela seria automaticamente impulsionada pela dobra espacial e inicia a travessia para o local de destino em velocidades FTL (Faster than light).
Um exemplo seria um tubo de 1,0 metro de diâmetro que se afunila para 0,5 metro, o fluido que corre forçado pelo seu interior a, digamos, 100 unidades de força, passaria bem mais rápido pelo diâmetro menor. E se houver outros afunilamentos sucessivos até às medidas nanômicas, esse fluido (agora teria que ser um superfluido, como o Condensado de Bose-Einstein) estaria transitando a velocidades espantosas, principalmente se a força que o empurra fosse aumentada para 1.000.000.000 de unidades de força, e o diâmetro do tubo voltar a ser igual ou maior de 1 metro ao final.
Nesta hipótese, a nave se achataria e afunilaria até se transformar em um fio do diâmetro de alguns átomos, atingindo um comprimento de alguns anos luz, ou seja, todos os átomos da nave, inclusive os dos seus tripulantes, se ordenariam em fila indiana até o limite permitido de todas as suas ligações quânticas, se comportando como um superfluido, isso em alguns segundos, alcançando estrelas facilmente apenas pelo tamanho que se transformou o fio.
A possibilidade de comprimir átomos num pequeno espaço é o que se vê nos buracos negros.

## Como criar a dobra espacial
A criação da dobra espacial é possível usando várias formas de forma separada ou integrando-as. Uma forma possível é baseando-se nas propriedades quânticas do espaço e na Energia Negativa. Cientistas descobriram com o Efeito Casimir que duas placas no vácuo se juntam devido as partículas virtuais em volta das placas exercerem pressão, o que contrai o espaço entre as placas e expande o espaço em volta delas, além do que surge uma força de atração entre as placas que é denominada Energia Negativa e que quanto mais próximo estão as placas mais surge Energia Negativa atraindo mais forte as placas. Também é possível dizer como faz Morgan Freeman em Grandes Mistérios do Universo que a Energia Negativa entre as placas expande o espaço em volta, ou como faz Michio Kaku indiretamente em Física do Impossível que a Energia Negativa atrai as placas.
Com essas informações torna possível criar a dobra espacial. Para tanto bastaria aproveitar as partículas virtuais presentes no vácuo quântico e a Energia Negativa e Positiva que se criaria no vácuo do espaço.  A forma seria  empurrar as partículas virtuais a frente da nave para trás (isso poderia ser feito com turbinas de hélices), pois quando empurrasse as partículas virtuais da frente da nave para atrás da nave, a energia atrás da nave se tornaria positiva pelo aumento da quantidade de partículas virtuais o que faria expandir o espaço atrás da nave empurrando a nave para frente devido as partículas virtuais atrás da nave ocuparem espaço e exercerem pressão. Já a energia na frente da nave pela retirada de partículas virtuais se tornaria negativa, fazendo o oposto da energia positiva, o que contrairia o espaço a frente da nave. Também é possível dizer que a retirada das partículas virtuais a frente da nave seria semelhante a retirar o ar de uma sacola cheia de ar o que acaba contraindo o espaço de dentro da sacola pois existiria pressão atmosférica fora da sacola alem de que retirando ar de dentro da sacola diminuiria a curvatura do espaço-tempo pois retiraria matéria o que também contrairia o espaço, assim retirar as partículas virtuais a frente da nave contrairia o espaço a frente da nave pois existiria pressão das partículas virtuais atrás da nave e atrás do planeta de destino e também pela retirada de partículas virtuais diminuiria a curvatura do espaço-tempo contraindo o espaço. Também no exemplo da sacola mostra que  colocar as partículas virtuais atrás da nave expandiria o espaço atrás dela já que seria semelhante a colocar ar dentro da sacola, o que expande o espaço dentro da sacola já que aumenta a pressão dentro da sacola e aumenta a curvatura do espaço-tempo, assim as partículas virtuais também exerceriam pressão e aumentariam a curvatura do espaço-tempo expandindo o espaço atrás.
Outra forma possível de criar a dobra espacial foi apresentado no documentário O Universo, que consistiria em canalizar a energia de um miniburaco negro ( que criaria uma intensa curvatura do espaço-tempo devido a sua densidade) pendurado na parte da frente da nave para contrair o espaço a frente, e utilizando a energia escura (que é responsável pela aceleração da expansão do espaço físico do Universo) para expandir o espaço atrás.
A respeito de como criar um miniburaco negro para contrair o espaço a frente da nave, cientistas simularam em supercomputadores colisões entre as partículas perto da velocidade da luz. As simulações que fizeram demonstraram que os buracos negros podem formar-se em energias mais baixas do que se pensava antes.
Já sobre como criar a energia escura para expandir o espaço atrás, os físicos Drs. Gerald Cleaver e Richard Obousy afirmam que seria necessário manipular a 11ª dimensão para criar energia escura. Eles se baseiam na Teoria-M que afirma que existe uma dimensão de tempo e dez de espaço.

## Warp Drive

Representação de uma dobra espacial.

Warp Drive é uma expressão ficcional, oriunda da literatura de ficção científica, mais especificamente da série de livros, cinema e de televisão Star Trek.
Tratar-se-ia, segundo os criadores da expressão, de um motor que dobraria o espaço, aproximando dois pontos quaisquer distantes anos-luz entre si, de modo a reduzir  a poucas horas ou dias uma viagem no espaço que, fora das páginas de ficção científica, normalmente, demoraria milhares de anos com motores de foguete convencionais.
No universo ficcional de Star Trek, o warp drive é o meio de propulsão usado para se atingir outras estrelas e planetas na nossa galáxia. Em tal universo, a velocidade da nave estelar é dada em "factores Warp", iniciando-se em Warp 1 até 9,99 (sendo que o máximo ficcional, Warp 10, exigiria energia infinita para ser atingido).
Cumpre destacar que em alguns episódios fala-se em Warp 15, Warp 12. Isto decorre, na realidade, do uso de uma escala de velocidades diferente, utilizada durante o século XXIII, durante o qual ocorre a acção da série original Star Trek.
Nesse universo, os avanços tecnológicos que se seguiram levaram à construção de naves cada vez mais rápidas, de forma que foi introduzida a escala mais comum, iniciando-se em Warp 1 até Warp 10 (velocidade infinita).

### Cálculo doWarp Drive
Em todo o enredo de TOS (The Original Serie - A Série Original), a velocidade de Warp é regida pela equação:
v = c x Warp ^ (10/3), v é a velocidade da nave e c a Constante, velocidade da luz e Warp é a velocidade de dobra desejada. Ou seja, quando o capitão Kirk ordena dobra 6, significa que a nave viajará a cerca de 392 vezes a velocidade da luz:
| Velocidade Warp | Vezes Velocidade da Luz | km/h              |
| --------------- | ----------------------- | ----------------- |
| 1               | 1                       | 1.079.252.848,8   |
| 2               | 10                      | 10.792.528.488    |
| 3               | 39                      | 42.120.000.000    |
| 4               | 102                     | 110.160.000.000   |
| 5               | 214                     | 231.120.000.000   |
| 6               | 392                     | 423.360.000.000   |
| 7               | 656                     | 708.480.000.000   |
| 8               | 1024                    | 1.105.920.000.000 |
| 9               | 1516                    | 1.637.280.000.000 |

Nota: c = 299.792.458 m/s

### O Limite de Warp 10
Nota: esse conceito é implícito a Jornada nas Estrelas, com base no conhecimento científico atual.
No episódio "The Changeling", de TOS, quando a USS Enterprise é invadida por uma sonda alienígena auto-consciente, esta faz alterações nos motores da nave, fazendo com que essa atinja Warp 12 (3.956 C).
Para evitar velocidades absurdas, os produtores criaram um hipotético limite para a velocidade Warp, conhecido como "Barreira Warp 10".
Esse limite é explicado pelo fato que quanto mais se desdobra o continuum espaço-tempo, mais o espaço normal é dobrado (aproximando-se um ponto no espaço a outro), maior é o gasto de energia da nave, o que por si só é um limite para velocidade. Por outro lado, nesse limite hipotético, a nave estaria em todos os lugares do universo ao mesmo tempo, ocupando o espaço de toda a matéria existente no universo, o que tornaria impossível fisicamente essa velocidade (velocidade infinita).
Para manter a integridade da história e regulamentar essa velocidade limite, os produtores de Jornada, criaram o conceito hipotético de "transdobra", isto é, um jeito de vencer o limite da dobra 10 sem barrar-se no conceito de velocidade infinita. Ainda que implicitamente, uma nova equação de dobra foi criada:  v / c = Warp ^ (10 / 3) + (10 - Warp) ^ (-11 / 3). Na próxima cronologia Trekker, o incidente provocado no episódio citado, fez com que os cientistas da Federação percebessem que a equação de Warp estava incompleta. E, que a velocidade atingida pela USS Enterprise, Warp 12, na verdade seria Transdobra 2, porém, "apenas" Warp 9,87227 pela equação revista.
Nesse caso específico, houve um sério risco de destruição da nave, pois a USS Enterprise original não teria como suportar por muito tempo essa velocidade sem a destruição da nave.
As pesquisas para criar uma nave capaz de suportar tal velocidade de modo sustentável, terminaram com o desenvolvimento da nave USS Excelsior, que acabou se tornando um grande fracasso.
Nas séries seguintes (com exceção de Enterprise), essa nave capaz de se sustentar em transdobra ainda não foi completada. As naves do final do séc XXIV, são capazes apenas de suportar tal velocidade (acima de dobra 9.9, pela equação revista) apenas por alguns minutos. Por exemplo: A USS Voyager é capaz de atingir dobra 9,975 (transdobra 47) por apenas 15 minutos. Isso permite que ela cubra uma distância de cerca de 20 anos-luz, porém o gasto de energia seria tal, que ela teria que ser abastecida imediatamente.
Boa parte do enredo do século XXIV, tem como base o sonho da federação atingir a capacidade de chegar a outras galáxias ou mesmo conseguir atravessar a galáxia de forma rápida e segura.